# ベルギーの地方行政区分
ベルギーは1993年の憲法改正により連邦制をとっており、構成主体として3つの地域（ブリュッセル首都圏地域、フランデレン地域、ワロン地域）と3つの言語共同体（フラマン語共同体、フランス語共同体、ドイツ語共同体）の2層、計6つの地方行政区分に分けられている。3つの地域のうち、フランデレン地域とワロン地域は、それぞれ5つの州により構成されている。また、国全体は、589の基礎自治体から構成されている。
これらの地域と言語共同体のうち、フランデレン地域とフラマン語共同体は首都ブリュッセルを除いて領域が重なることから公式に統一されており、政府・首長・議会は共通している。これにより、本来6つあるはずのベルギーの連邦構成主体は事実上5つとなっている。首都ブリュッセルは北部であるにもかかわらず、以前から住民の8割がフランス語を話すため、ここだけは両方を公用語としている。

## 言語共同体
以下の3つが存在する。
- フラマン語共同体
- フランス語共同体
- ドイツ語共同体

黄：フラマン語共同体
赤：フランス語共同体
青：ドイツ語共同体

フラマン語共同体の領域は北部のフランデレン地域とブリュッセル、フランス語共同体の領域は南部のワロン地域の大半とブリュッセルであり、ドイツ語共同体の領域はワロン地域のうちリエージュ州の東部に位置する一部のみである（右図参照）。
首都であるブリュッセルでは、フラマン語共同体とフランス語共同体の双方に自治権が与えられている。
| 共同体名     | フラマン語共同体                          | フランス語共同体            | ドイツ語共同体                |
| ------------ | ----------------------------------------- | --------------------------- | ----------------------------- |
| オランダ語名 | Vlaamse Gemeenschap                       | (Franse Gemeenschap)        | (Duitstalige Gemeenschap)     |
| フランス語名 | (Communauté flamande)                     | Communauté française        | (Communauté germanophone)     |
| ドイツ語名   | (Flämische Gemeinschaft)                  | (Französische Gemeinschaft) | Deutschsprachige Gemeinschaft |
| 位置         |                                           |                             |                               |
| 共同体の旗   |                                           |                             |                               |
| 首府         | ブリュッセル （フランデレン地域と共通）   | ブリュッセル                | オイペン                      |
| 首相         | ヤン・ヤンボン （フランデレン地域と共通） | ピエール＝イヴ・ジュオレ    | オリヴァー・パーシュ          |
| 公式サイト   | www.flanders.be                           | www.cfwb.be                 | www.dglive.be                 |

## 地域
以下の3つが存在する。
- フランデレン地域
- ワロン地域
- ブリュッセル首都圏地域

青：ブリュッセル首都圏地域
黄：フランデレン地域
赤：ワロン地域

フランデレン地域の領域は上述したようにフラマン語共同体の範囲とほぼ一致する（ブリュッセルを除く）。
| 地域名          | フランデレン地域                          | ワロン地域         | ブリュッセル首都圏地域         |
| --------------- | ----------------------------------------- | ------------------ | ------------------------------ |
| オランダ語名    | Vlaams gewest                             | (Waals gewest)     | Brussels Hoofdstedelijk Gewest |
| フランス語名    | (Région Flamande)                         | Région Wallonne    | Région Capitale Bruxelles      |
| ドイツ語名      | (Flämische Region)                        | Wallonische Region | (Hauptstadtregion Brüssel)     |
| 位置            |                                           |                    |                                |
| 地域の旗        |                                           |                    |                                |
| 首府            | ブリュッセル （フラマン語共同体と共通）   | ナミュール         | ブリュッセル                   |
| ISO 3166-2      | BE-VLG                                    | BE-WAL             | BE-BRU                         |
| 面積            | 13,522 km²                                | 16,844 km²         | 161 km²                        |
| 人口 （2023年） | 6,774,807人                               | 3,681,575人        | 1,241,175人                    |
| 人口密度        | 501人/km²                                 | 219人/km²          | 7709人/km²                     |
| 首相            | ヤン・ヤンボン （フラマン語共同体と共通） | エリオ・ディルポ   | ルディ・フェルフォールト       |
| 公式サイト      | www.flanders.be                           | www.wallonie.be    | www.brussels.irisnet.be        |

## 州

### ブリュッセル首都圏地域
ブリュッセル首都圏地域内には州に当たる組織は存在せず、19の基礎自治体（フランス語：commune, オランダ語：gemeente）に分割される。

### フランデレン地域
フランデレン地域内の州は次の5つ。
| 州名            | アントウェルペン                               | リンブルフ                                     | フラームス＝ブラバント                         | オースト＝フランデレン                         | ウェスト＝フランデレン                          |
| オランダ語名    | Antwerpen                                      | Limburg                                        | Vlaams-Brabant                                 | Oost-Vlaanderen                                | West-Vlaanderen                                 |
| フランス語名    | (Anvers)                                       | (Limbourg)                                     | (Brabant flamand)                              | (Flandre orientale)                            | (Flandre occidentale)                           |
| ドイツ語名      | (Antwerpen)                                    | (Limburg)                                      | (Flämisch-Brabant)                             | (Ostflandern)                                  | (Westflandern)                                  |
| 位置            |                                                |                                                |                                                |                                                |                                                 |
| 州旗            |                                                |                                                |                                                |                                                |                                                 |
| 州の紋章        |                                                |                                                |                                                |                                                |                                                 |
| ISO 3166-2      | BE-VAN                                         | BE-VLI                                         | BE-VBR                                         | BE-VOV                                         | BE-VWV                                          |
| 面積            | 2,860 km² フランデレンの21.15% ベルギーの9.38% | 2,414 km² フランデレンの17.85% ベルギーの7.92% | 2,106 km² フランデレンの15.57% ベルギーの6.91% | 2,991 km² フランデレンの22.12% ベルギーの9.81% | 3,151 km² フランデレンの23.30% ベルギーの10.33% |
| 下位の 行政区分 | 3つの行政区 70の基礎自治体                     | 3つの行政区 44の基礎自治体                     | 2つの行政区 65の基礎自治体                     | 6つの行政区 65の基礎自治体                     | 8つの行政区 64の基礎自治体                      |
| 州都            | アントウェルペン (Antwerpen)                   | ハッセルト (Hasselt)                           | ルーヴェン (Leuven)                            | ヘント (Gent)                                  | ブルッヘ (Brugge)                               |
| 人口 （2023年） | 1,910,952人 フランデレンの28%                  | 895,030人 フランデレンの13%                    | 1,187,483人 フランデレンの17%                  | 1,561,316人 フランデレンの23%                  | 1,220,026人 フランデレンの19%                   |
| 人口密度        | 668人 / km²                                    | 371人 / km²                                    | 564人 / km²                                    | 522人 / km²                                    | 387人 / km²                                     |
| 州知事          | キャシー・ベルフ                               | ヨス・ラントメーテルス                         | ヤン・スポーレン                               | カリーナ・ファン・カウテル                     | カール・デカルウェ                              |
| 公式サイト      | www.provant.be                                 | www.limburg.be                                 | www.vlaamsbrabant.be                           | www.oost-vlaanderen.be                         | www.west-vlaanderen.be                          |

### ワロン地域
ワロン地域内の州は次の5つ。
| 州名            | ブラバン・ワロン                        | エノー                                    | リエージュ                                | リュクサンブール                          | ナミュール                                |
| フランス語名    | Brabant wallon                          | Hainaut                                   | Liège                                     | Luxembourg                                | Namur                                     |
| ドイツ語名      | (Wallonisch-Brabant)                    | (Hennegau)                                | Lüttich                                   | (Luxemburg)                               | (Namur)                                   |
| オランダ語名    | (Waals-Brabant)                         | (Henegouwen)                              | (Luik)                                    | (Luxemburg)                               | (Namen)                                   |
| 位置            |                                         |                                           |                                           |                                           |                                           |
| 州旗            |                                         |                                           |                                           |                                           |                                           |
| 州の紋章        |                                         |                                           |                                           |                                           |                                           |
| ISO 3166-2      | BE-WBR                                  | BE-WHT                                    | BE-WLG                                    | BE-WLX                                    | BE-WNA                                    |
| 面積            | 1,093 km² ワロンの6.49% ベルギーの3.58% | 3,800 km² ワロンの22.56% ベルギーの12.44% | 3,844 km² ワロンの22.82% ベルギーの12.58% | 4,443 km² ワロンの26.38% ベルギーの14.54% | 3,664 km² ワロンの21.75% ベルギーの11.99% |
| 下位の 行政区分 | 1つの行政区 27の基礎自治体              | 7つの行政区 69の基礎自治体                | 4つの行政区 84の基礎自治体                | 5つの行政区 44の基礎自治体                | 3つの行政区 38の基礎自治体                |
| 州都            | ワーヴル (Wavre)                        | モンス (Mons)                             | リエージュ (Liège)                        | アルロン (Arlon)                          | ナミュール (Namur)                        |
| 人口 （2023年） | 412,934人 ワロンの11%                   | 1,356,895人 ワロンの37%                   | 1,115,518人 ワロンの30%                   | 293,967人 ワロンの8%                      | 502,261人 ワロンの14%                     |
| 人口密度        | 378人 / km²                             | 357人 / km²                               | 290人 / km²                               | 66人 / km²                                | 137人 / km²                               |
| 州知事          | ジル・マユー                            | トミー・ルクレルク                        | エルヴェ・ジャマール                      | オリヴィエ・シュミッツ                    | ドニ・マタン                              |
| 公式サイト      | www.brabantwallon.be                    | www.hainaut.be                            | www.prov-liege.be                         | www.province .luxembourg.be               | www.province .namur.be                    |